# Xavier Bourrillon
Pour les articles homonymes, voir Bourrillon.
Xavier Bourrillon, né le 8 novembre 1840 à Mende (Lozère) et mort le 22 avril 1893 à Mende, est un homme politique français.

## Biographie
Industriel à la tête d'une fabrique de draps, il est député de la Lozère de 1876 à 1877, de 1881 à 1885 et de 1886 à 1889. Il siège à gauche et est l'un des 363 qui refusent la confiance au gouvernement de Broglie, le 16 mai 1877.
Il est conseiller général du canton de Villefort en 1880 à son décès.

## Sources
- Ressource relative à la vie publique :   - Base Sycomore
- « Xavier Bourrillon », dans Adolphe Robert et Gaston Cougny, Dictionnaire des parlementaires français, Edgar Bourloton, 1889-1891 [détail de l’édition]
- « Xavier Bourrillon », dans le Dictionnaire des parlementaires français (1889-1940), sous la direction de Jean Jolly, PUF, 1960 [détail de l’édition]